# Lutjanus ehrenbergii
Lutjanus ehrenbergii és una espècie de peix de la família dels lutjànids i de l'ordre dels perciformes.

## Morfologia
- Els mascles poden assolir 35 cm de longitud total.[2][3]

## Alimentació
Menja peixets i invertebrats.

## Hàbitat
És un peix de clima tropical i associat als esculls de corall que viu entre 5-20 m de fondària.

## Distribució geogràfica
Es troba des del Mar Roig i l'Àfrica oriental fins a Salomó i Mariannes.